# Kent (музичка група)
Кент је рок бенд из Ескилстуне, Шведска, основан 1990. године. Кент спада у најпопуларније бендове Шведске, али је релативно непознат ван Скандинавије.

## Чланови
- Јоаким Берг – главни вокал, гитара
- Мартин Шелд – бас-гитара, синтисајзер
- Маркус Мустонен - бубњеви, вокал, синтисајзер, клавир
- Сами Сирвио – гитара, синтисајзер

### Бивши чланови
- Томас Бергквист – синтисајзер (1990–1992)
- Мартин Рус – ритам гитара (1992–1995)
- Хари Менти – ритам гитара, удараљке (1996–2006)

## Дискографија
- Kent (1995)
- Verkligen (Заиста) (1996)
- Isola (1997)
- Isola (енглеска верзија) (1998)
- Hagnesta Hill (1999)
- Hagnesta Hill (енглеска верзија) (2000)
- B-sidor 95-00 (2000)
- Vapen & ammunition (Оружје и муниција) (2002)
- Du & jag döden (Ти и ја, смрт) (2005)
- Tillbaka till samtiden (Повратак у савремено) (2007)

## Галерија
- Кент уживо 2006.
- Кент уживо 2008.
- Кент уживо 2012.